# マーゼ

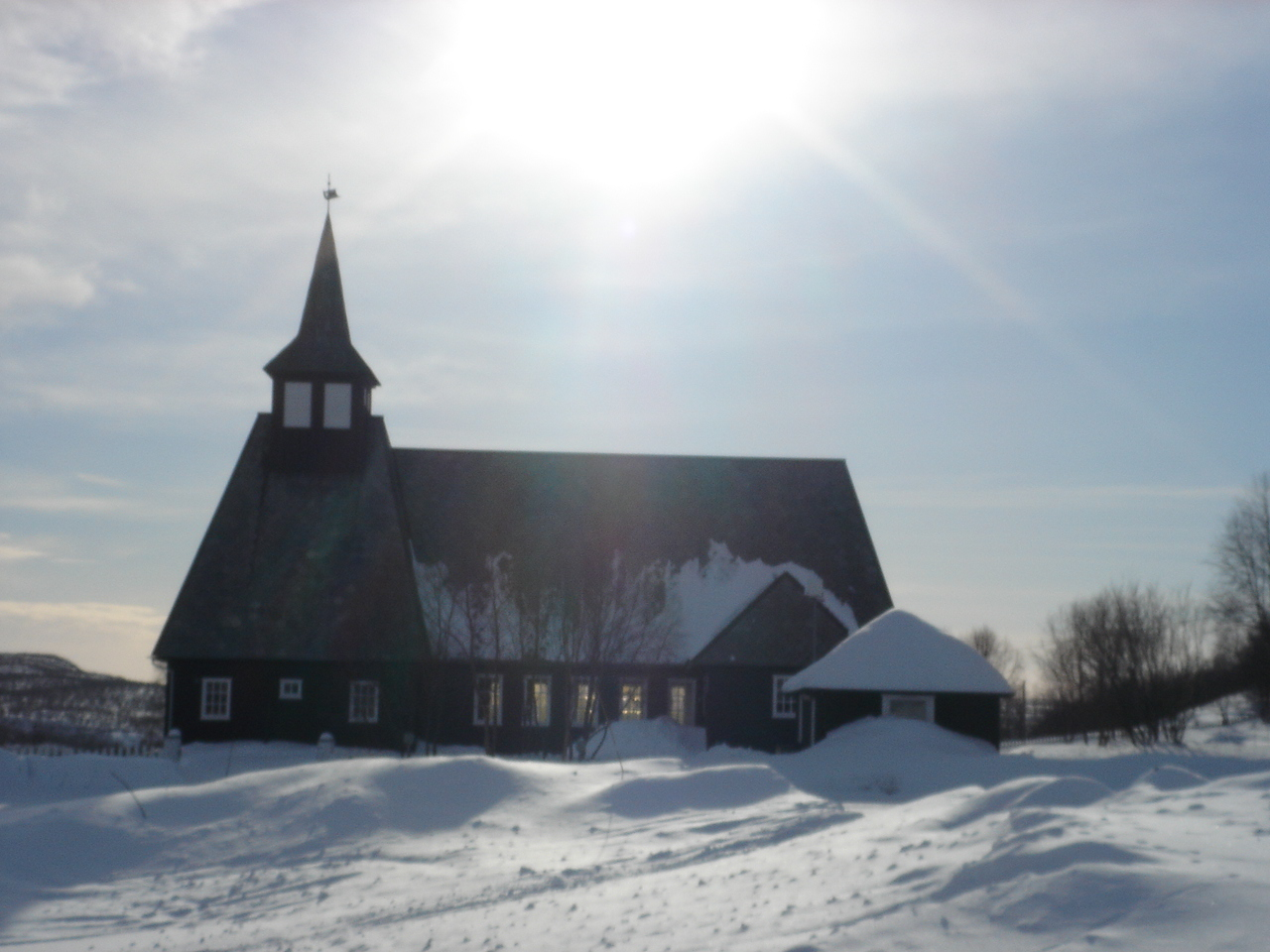
マシ教会

マーゼ (サーミ語: Máze) あるいはマシ (ノルウェー語: Masi) はノルウェー王国フィンマルク県カウトケイノにあり、カウトケイノコミューネでは第二の規模の村である。カウトケイノ川の沿岸、アルタの南60キロメートル (37 mi)、カウトケイノ村の北60キロメートル (37 mi)の位置にある。人口の多くはサーミ人で、ノルウェー語のマシとサーミ語のマーゼの両方を公式な村名としている。
1600年代から、村内にキリスト教の教会としてマシ教会 (en) がある。現在の建物は第二次世界大戦の戦禍で焼失した後に建てられたものである。
1970年代後半から1980年代前半にかけて、ノルウェー政府はアルタ川 (カウトケイノ川の下流での名前) での水力発電所 (アルタ水力発電所、en) の建設を発案した。この案ではマシ村が水没することになっており、現在アルタ騒動 (en) と呼ばれる全国規模の大きな議論となった。